# Telegram в Беларуси
Telegram в Беларуси получил активное развитие осенью 2017 года. Рост популярности платформы особенно усилился во время президентских выборов 2020 года, когда аудитория крупнейших каналов, таких как «NEXTA Live», увеличилась в десятки раз. Telegram в Беларуси стал ключевой площадкой для политической и новостной информации, значительно опередив традиционные государственные СМИ по числу подписчиков.

## История
Белорусский сегмент Telegram начал активно развиваться в сентябре 2017 года. Концепцию его использования в медиапространстве страны сформулировал блогер и популяризатор мессенджера Эдуард Пальчис. В декабре 2017 года приложение заняло третье место среди самых скачиваемых программ в белорусском сегменте Apple Store и десятое — в Google Play. В том же году сообщество пользователей мессенджера начало формироваться вокруг канала «Беларуский Телеграм». Его создатель, Вадим Чаюков, вел каталог белорусского сегмента, в который на конец 2017 года входило более 200 каналов, 80 групп и свыше 30 ботов.
В марте 2018 года аудитория крупнейших каналов колебалась от 1,5 до 9 тысяч человек.
К июлю 2020 года эта цифра увеличилась до 150—350 тысяч. Основными темами наиболее популярных каналов были политика и новости. По состоянию на начало 2020 года в Беларуси насчитывалось 817 каналов, из которых 300 имели более 1,5 тысячи подписчиков. В связи с президентскими выборами 2020 года аудитория многих каналов значительно выросла. Канал «NEXTA Live» увеличил свою аудиторию в 25 раз, поднявших с 87 тысяч подписчиков до 2 миллионов. Помимо «Нехты» в топе белорусского сегмента в 2020 году также держались «TUT.BY новости» (448 тыс. человек), «Беларусь головного мозга» (382 тыс. человек) и «Чай з малинавым варэннем» (196 тыс. человек). Количество подписчиков традиционных государственных СМИ на платформе колебалось от 1100 до 7700 человек. По некоторым данным в августе 2020 года в стране насчитывалось 2,4 миллиона активных пользователей приложения.

## Влияние
Влияние платформы как источника новостной информации резко выросло после проведения президентских выборов 2020 года. Многие медиа стали использовать мессенджер в качестве основной площадки публикации новостей.

### Комментарии
1. ↑  Позднее был переименован в «Зеркало Новости»